# Reggie Watkins

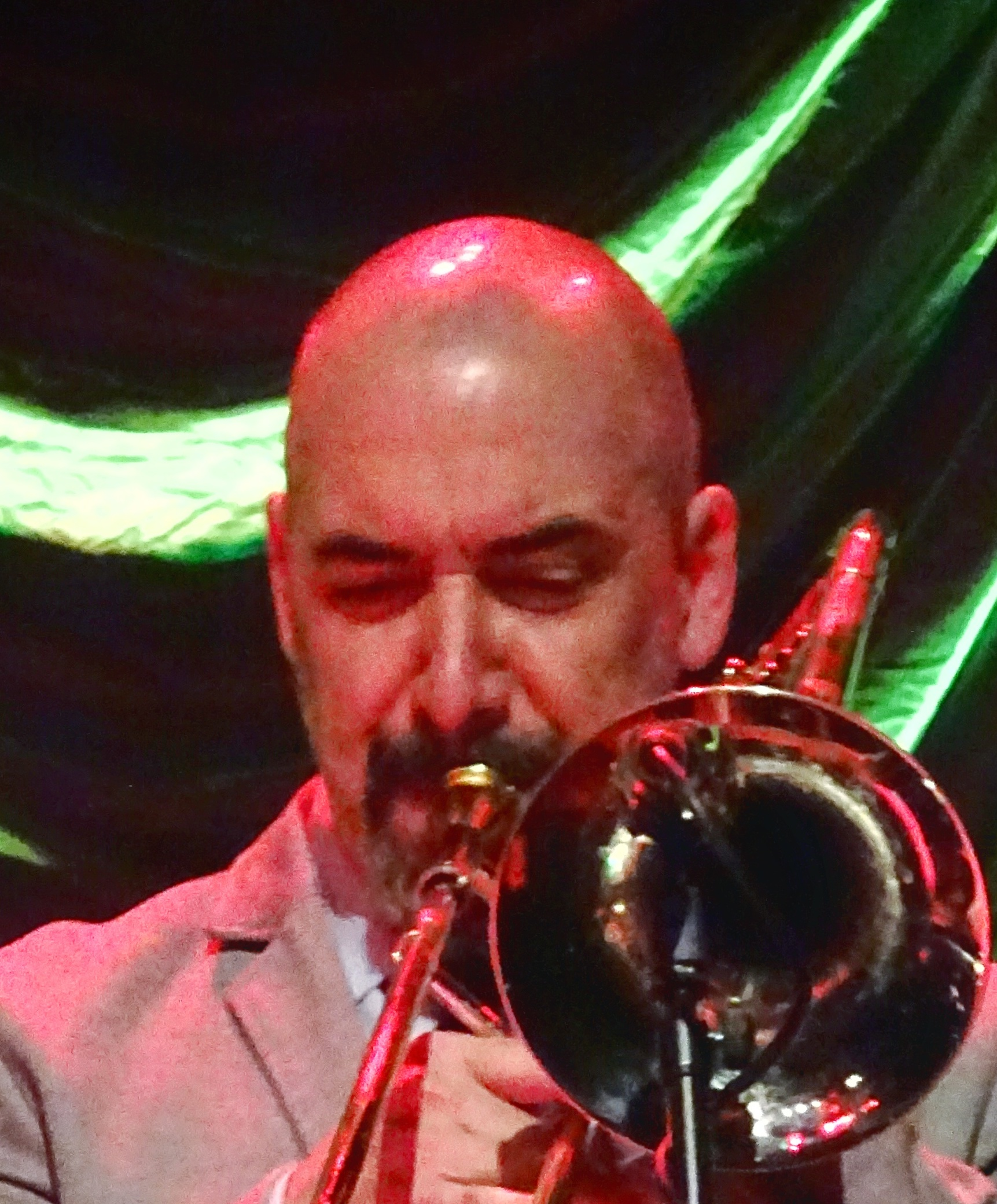
Reggie Watkins, April 2017

Reggie Watkins (* 24. August 1971 in Wheeling, West Virginia) ist ein US-amerikanischer Jazzmusiker (Posaune, Komposition) des Modern Jazz.

## Leben und Wirken
Watkins spielte zunächst Klavier, Trompete und Tuba, bevor er zur Posaune wechselte und an der West Virginia University Jazz-Performance studierte. Watkins spielte in den 1990er-Jahren in und um West Virginia bei Kevin Frieson, bevor er nach Pittsburgh zog, um dort mit Musikern wie dem Schlagzeuger Roger Humphries und dem Gitarristen Jimmy Ponder zu spielen. 1999 wechselte Watkins zu Maynard Ferguson; während seiner Zeit bei Ferguson betätigte er sich auch als Arrangeur und musikalischer Leiter.
1999 entstanden erste Aufnahmen mit Michael Feinstein (Big City Rhythms).
Watkins war 2003 Halbfinalist beim Thelonious-Monk-Wettbewerb und nahm 2004 sein erstes Album unter eigenem Namen auf, A-List im Rahmen der Reihe Maynard Ferguson Presents; 2010 folgte seine zweite CD One for Miles One for Maynard und 2016 Avid Admirer, The Jimmy Knepper Project (BYNK Records) mit Matt Parker (Saxophon), Orrin Evans, Tuomo Uusitalo, Steve Whipple (Bass) und Reggie Quinerly (Schlagzeug). 2008 arbeitete Watkins mit der Band von Jason Mraz, mit der er weltweit tourte. Auch arbeitete er bei Ivan Nevilles Dumpstaphunk und bei Blood, Sweat & Tears. 2018 spielte er bei der Beisetzung von Aretha Franklin. Derzeit arbeitet er u. a. mit dem Pittsburgh Jazz Orchestra, der Orrin Evans Captain Black Big Band und Scott Bradlee’s Postmodern Jukebox. Er ist der Gründer und Frontmann der Pittsburgher Band Steeltown Horns und des Keystone Jazz Collective. Derzeit leitet er auch das Reggie Watkins Quintet, dem 2019 Luke Carlos O’Reiley (Piano), Nimrod Speaks (Bass) und Reggie Quinerly (Schlagzeug) angehören. Tom Lord verzeichnet zwischen 1999 und 2018 acht Aufnahmesessions, u. a. auch mit Diane Schuur und Richie Cole (Cannonball).